# Chikkathur, Tarikere
Chikkathur là một làng thuộc tehsil Tarikere, huyện Chikmagalur, bang Karnataka, Ấn Độ.